# Isaac Murphy

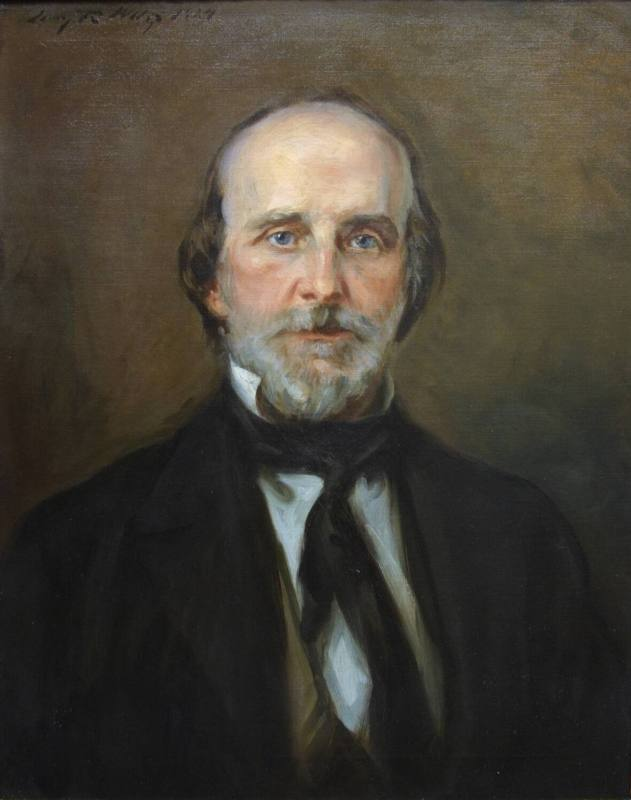
Ölportrait auf Leinwand von Isaac Murphy

Isaac Murphy (* 16. Oktober 1799 bei Pittsburgh, Pennsylvania; † 8. September 1882 im Madison County, Arkansas) war ein US-amerikanischer Politiker und zwischen 1864 und 1868 Gouverneur von Arkansas.

## Frühe Jahre
Isaac Murphy besuchte das Washington College und studierte anschließend Jura. Nach seiner Zulassung als Rechtsanwalt im Jahr 1825 praktizierte er in Clarksville in Tennessee, wo er gleichzeitig als Lehrer tätig war. Im Jahr 1834 zog er nach Fayetteville in Arkansas. Dort arbeitete er als Anwalt, Lehrer und Landvermesser.

## Politischer Aufstieg
Zwischen 1836 und 1838 war er für die Finanzen des Washington County zuständig. Von 1846 und 1848 war er Mitglied im Repräsentantenhaus von Arkansas. Anfang der 1850er Jahre folgte auch Murphy dem Ruf des Goldes und versuchte vergeblich sein Glück auf den Goldfeldern Kaliforniens. Im Jahr 1854 kehrte er nach Arkansas zurück, wo er 1856 in den Staatssenat gewählt wurde. Im Jahr 1861 war er Mitglied der zweiten Versammlung, die über den Austritt des Landes aus der Union beraten sollte. Murphy war einer der wenigen Gegner der Sezession. Als der Bürgerkrieg ausbrach, sah sich Murphy wegen seiner unionsfreundlichen Ansichten starken Feindseligkeiten seiner Landsleute ausgesetzt. Schließlich fürchtete er um sein Leben. 1862 floh er zu den Truppen der Union. In der Folge hielt er sich bei diesen Truppen auf. Nach der Eroberung von großen Teilen von Arkansas einschließlich der Hauptstadt Little Rock wurde Murphy zum provisorischen Gouverneur von Arkansas gewählt. Sein konföderierter Vorgänger Harris Flanagin war geflohen.

## Gouverneur von Arkansas
Insgesamt amtierte Murphy zwischen dem 18. April 1864 bis zum 2. Juli 1868 als Gouverneur von Arkansas. Während seiner Amtszeit heilten allmählich die Kriegswunden, auch wenn am Anfang seiner Regierung im Süden des Landes noch gekämpft wurde. Nach den Wirren des Krieges musste eine neue effektive Verwaltung aufgebaut werden. Muprphy schaffte es in den vier Jahren seiner Regierung einen Haushaltsüberschuss von $ 270,000 zu erwirtschaften. Das ist angesichts der Tatsache, dass er bei Null anfing und die Kriegsfolgen überwinden musste eine beachtliche Leistung. Damals wurden erstmals öffentliche Schulen flächendeckend in ganz Arkansas eingerichtet und die gesetzlichen Voraussetzungen für die Gründung der University of Arkansas wurden geschaffen. Die zweite Hälfte seiner Regierungszeit war nicht einfach. Nach dem Umschwung der Bundespolitik auf den radikalen Rekonstruktionskurs der Republikanischen Partei entstand in Arkansas eine Gegenbewegung. Die Wahlen zum Staatsrepräsentantenhaus ergaben eine konservative Mehrheit, die sich nun gegen den moderaten Gouverneur wendete. Dieser wurde wegen seiner ausgleichenden Haltung auch von den Republikanern angegriffen. Damit hatte er beide Seiten gegen sich und einen sehr schweren Stand. Trotzdem trat er nicht zurück, sondern versuchte das Beste aus der Situation zu machen.

## Weiterer Lebenslauf
Nach dem Ende seiner Amtszeit zog sich Murphy nach Huntsville zurück und war als Farmer und Anwalt tätig. Dort ist er 1882 verstorben. Er war mit Angelina Lockhart verheiratet, mit der er fünf Kinder hatte. Im Jahr 1974 brachte der Historiker John I. Smith Murphys Name mit dem so genannten Huntsville-Massaker in Verbindung, bei dem acht Menschen erschossen wurden.